# Klondike (Yukon)
Klondike ou Clondike é uma região de Yukon, noroeste do Canadá, a leste da fronteira com o Alasca. Fica a cerca do Rio Klondike, um pequeno rio que entra no Rio Yukon, a leste da cidade de Dawson.
Klondike é famosa por causa da Corrida do Ouro de Klondike, que começou em 1896 e terminou no ano seguinte. A extração de ouro na região foi contínua, exceto na década de 1960.
O nome "Klondike" é originário da palavra hän tr'ondek, que significa "água de seixo rolado". Os primeiros garimpeiros que chegaram na região acharam difícil a pronúncia da palavra aborígene e "Klondike" tornou-se o resultado da difícil pronúncia.

## Clima
O clima da região é extremamente severo — muito quente e úmido no curto verão e extremamente frio durante o longo inverno. Durante sete meses do ano, o frio intenso prevalece, com furiosas tempestades de neve que se iniciam em setembro e findam em Maio. Em outubro, os rios congelam e o gelo no solo chega a uma profundidade de 2 a 3 metros.